# Hattoria yakushimensis
Hattoria yakushimensis är en bladmossart som först beskrevs av Horik., och fick sitt nu gällande namn av Rudolf Mathias Schuster. Hattoria yakushimensis ingår i släktet Hattoria och familjen Scapaniaceae. IUCN kategoriserar arten globalt som sårbar. Inga underarter finns listade i Catalogue of Life.